# Chiesa di Sant'Antonio Abate (Casto)
La chiesa di Sant'Antonio Abate è la parrocchiale di Casto, in provincia e diocesi di Brescia; fa parte della zona pastorale dell'Alta Val Sabbia.

## Storia
All'inizio, la primitiva chiesa di Casto, sorta nel Quattrocento e consacrata il 21 settembre 1532, era sede d'una curazia dipendente dalla pieve di Santa Maria Assunta di Mura di Savallo. 

La dedicazione a Sant'Antonio Abate deriva dalla speranza che la popolazione nutriva che il santo proteggesse le case dagli incendi che avrebbero potuto potenzialmente sprigionarsi dalle attività siderurgiche della zona.
Nel XVII secolo fu aggiunto il presbiterio, mentre nel Settecento venne costruito l'altare maggiore.

La prima pietra della nuova parrocchiale venne posta nel 1833; l'edificio, decorato verso la metà di quel secolo, fu portato a termine intorno al 1853.
La struttura venne restaurata nel 1920 da Ferruccio Perdini e nel 1945 dai fratelli Codini; nel 1987 fu poi costruito il portone d'ingresso.

## Descrizione

### Facciata

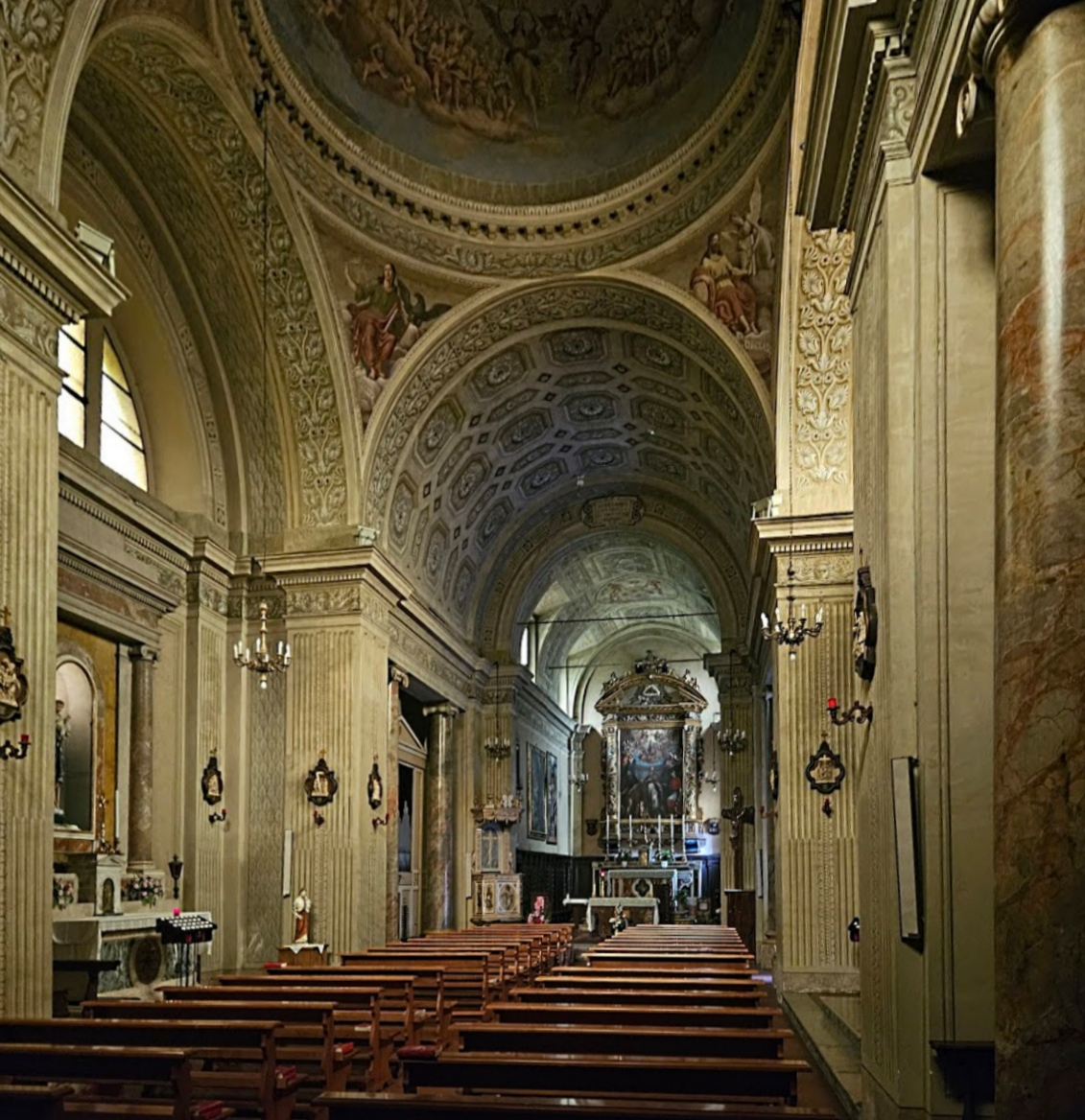
L'interno

La facciata della chiesa, che è a capanna e che è costituita da un solo registro, è tripartita da quattro semicolonne d'ordine ionico, sorreggenti la trabeazione, sopra la quale si imposta il timpano di forma triangolare, coronato da una croce di ferro; al centro si aprono il portale d'ingresso e una finestra semicircolare.

### Interno
L'interno dell'edificio si compone di una sola grande navata intonacata, nella quale sono alloggiati gli altari laterali e che è coperta dalla volta a crociera; al termine dell'aula si sviluppa il presbiterio a pianta quadrata, sopraelevato di alcuni gradini, inframezzato da due ambienti e chiudo dall'abside, nella quale si trova la soasa dell'altare maggiore.
L'opera di maggior pregio qui conservata è l'organo, costruito nel 1843 da Felice Cadei; originariamente collocato sulla cantoria, all'inizio del XX secolo questa venne smontata e lo strumento posizionato a terra.